# شاترهی
شاتُرهِی (به مجاری:  Sátorhely) (به کرواتی: Šatorišće یا Šatorište) یک شهرداری در مجارستان است که در ناحیه موهاچ واقع شده‌است. نام روستا به معنی «محل چادر» و نبرد موهاچ در کنار این روستا به وقوع پیوسته‌است. از سال ۱۹۷۶ در محل نبردگاه، پارکِ یادبود و موزه‌ای دایر است.

## تاریخچه
این سکونتگاه اولین بار در سالِ پاپی: ‎۱۳۳۳–۱۳۳۴ نام برده شده‌است. یک آمارگر مجار به نام اِلِک فِنْیِش (به مجاری: Fényes Elek) در سال ۱۸۲۸ درباره‌اش نوشته‌است: «تپه‌قلعه یا شاتریشتیه تا نادْیْ‌نْیاراد یک ساعت و نیم راه است. ۱۲۸ کاتولیک، ۳۰ ارتدوکس، و ۱۲ کالوینیست ساکنانش هستند. اوضاع اقتصادی ارباب خوب است. زمین‌های زراعی را به ۴ قسمت تقسیم و هر کدام را حصار بندی کرده‌اند. مراتع از جویبار بُرزا سیرآب می‌شوند. …پیش از نبرد موهاچ بیشترین قسمت اردوی ترکان عثمانی در این‌جا خیمه زدند و نام شاتریشتیه هم از خیمه‌های زیاد بر گرفته شده‌است.»

## نگارخانه

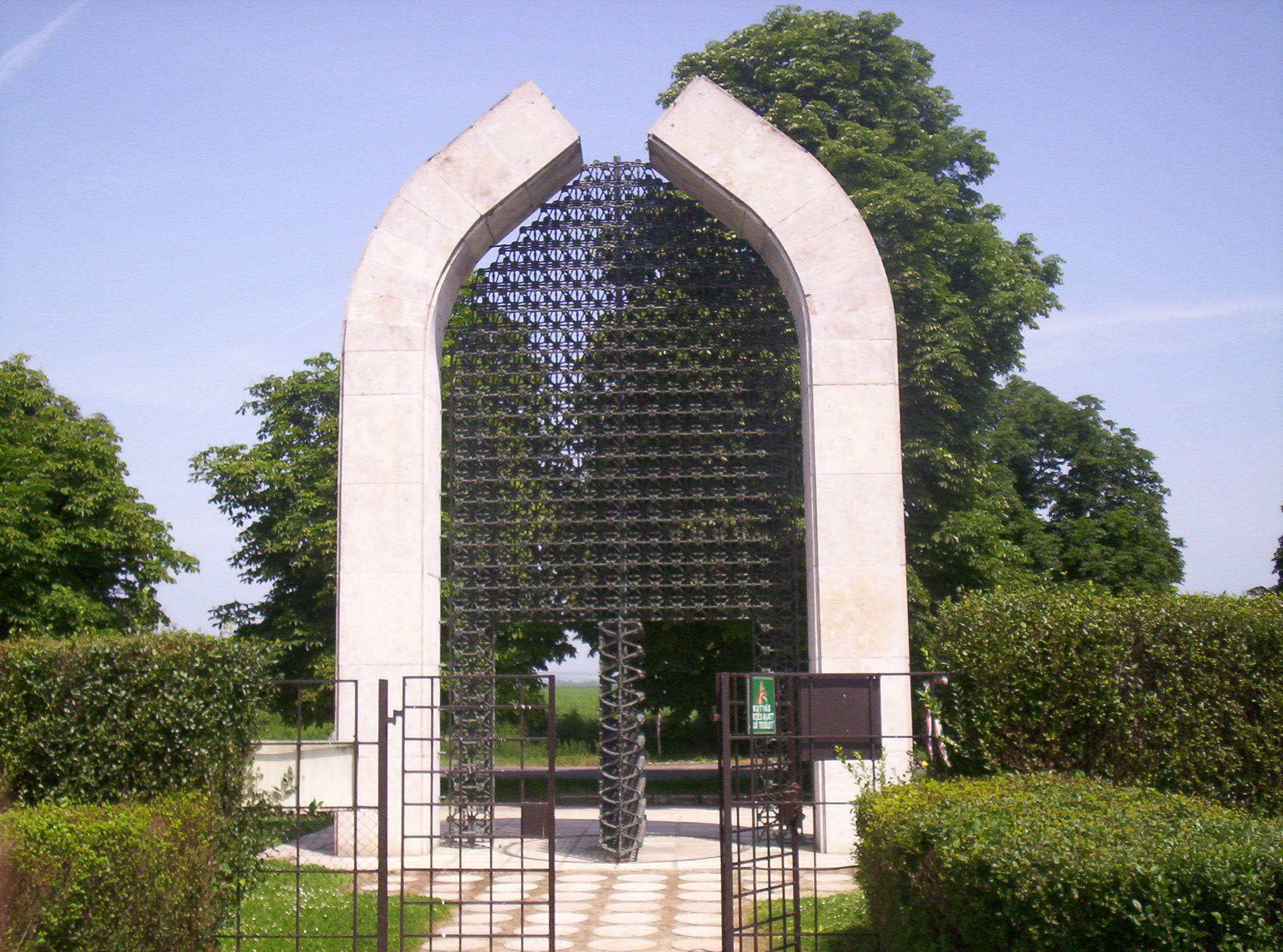
سردر یادبود موهاچ
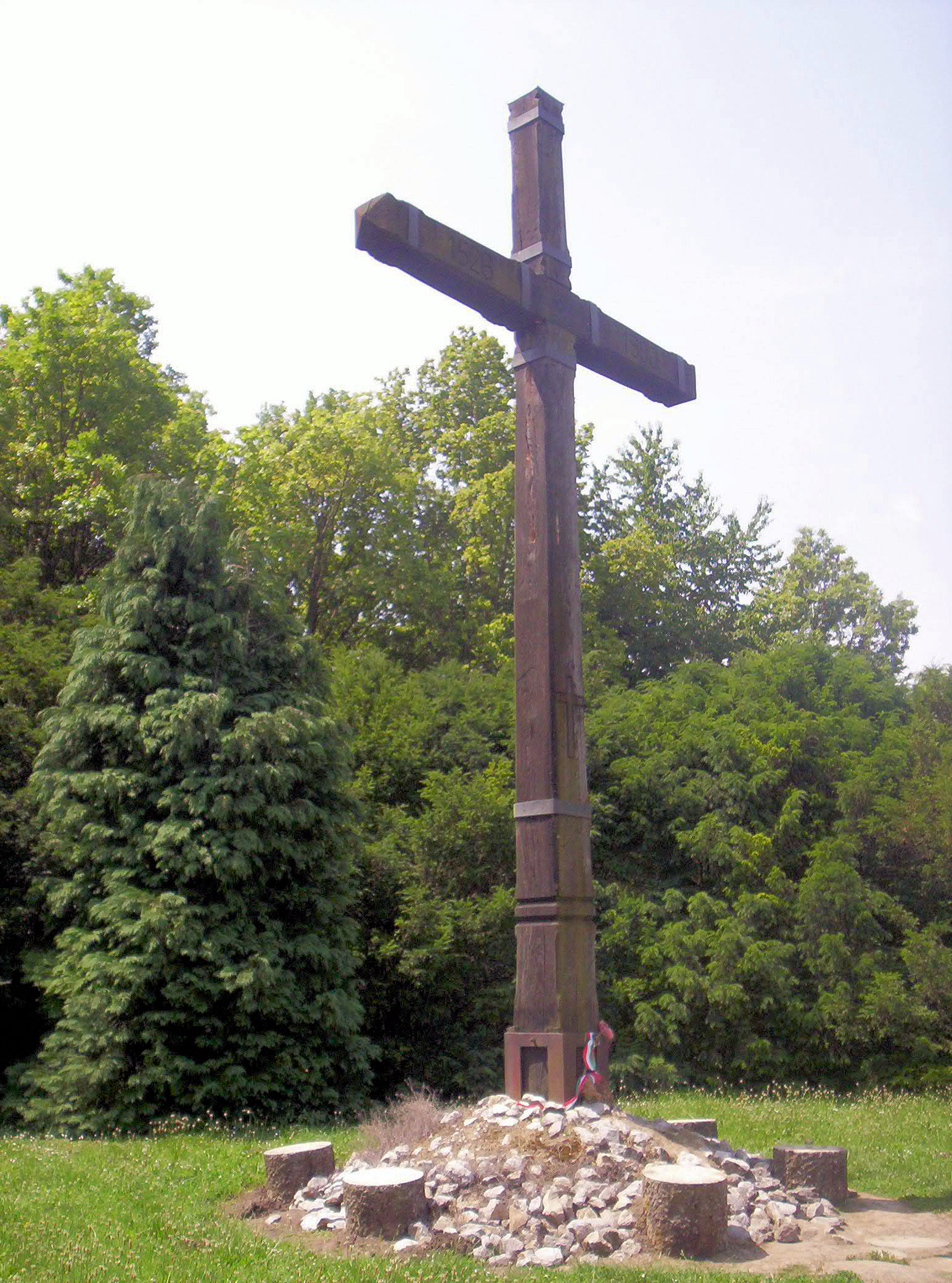
میدان نبرد - صلیب بزرگ
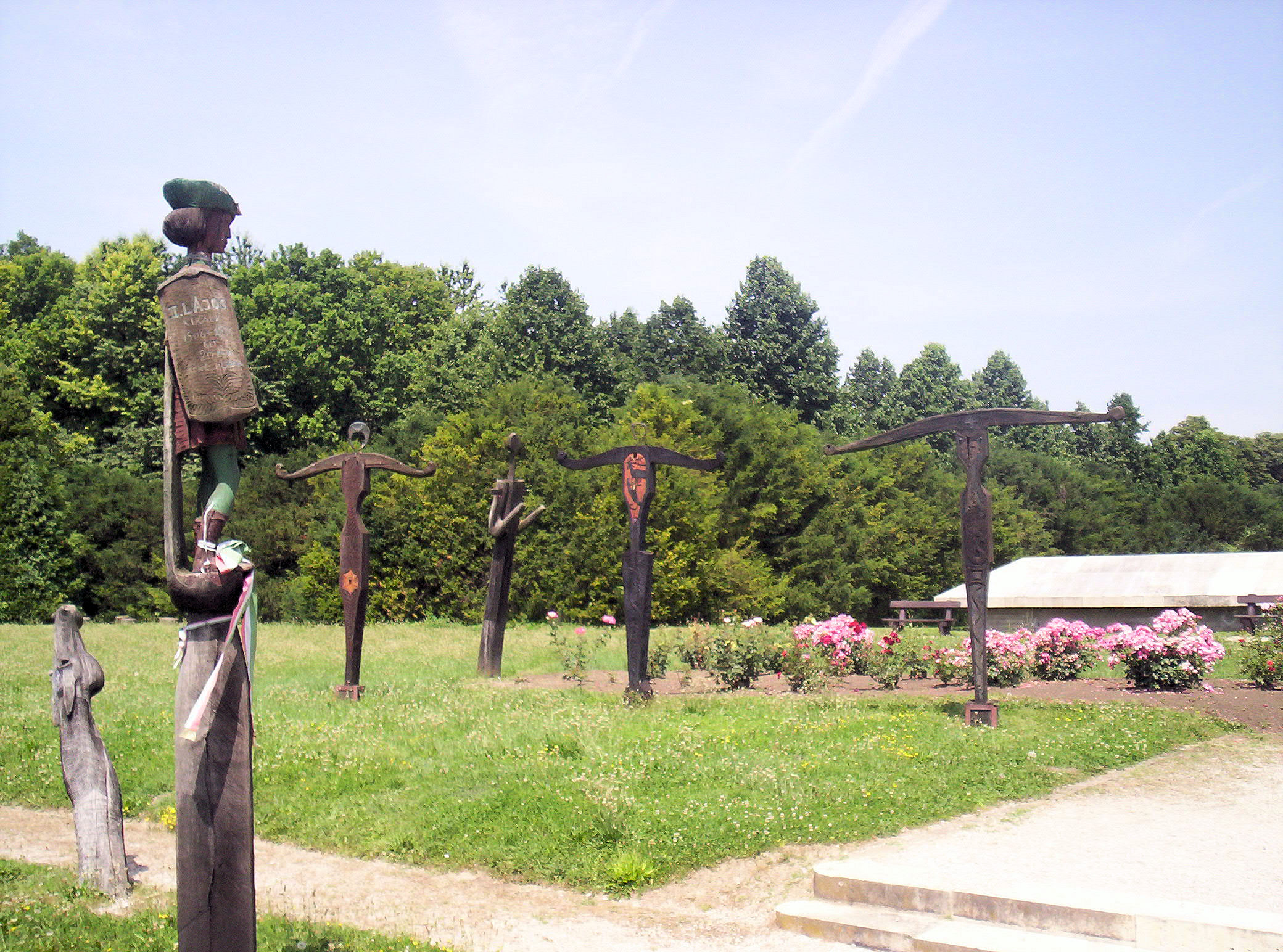
مجسمهٔ چوبی لایوش دوم در پارک یادبود موهاچ
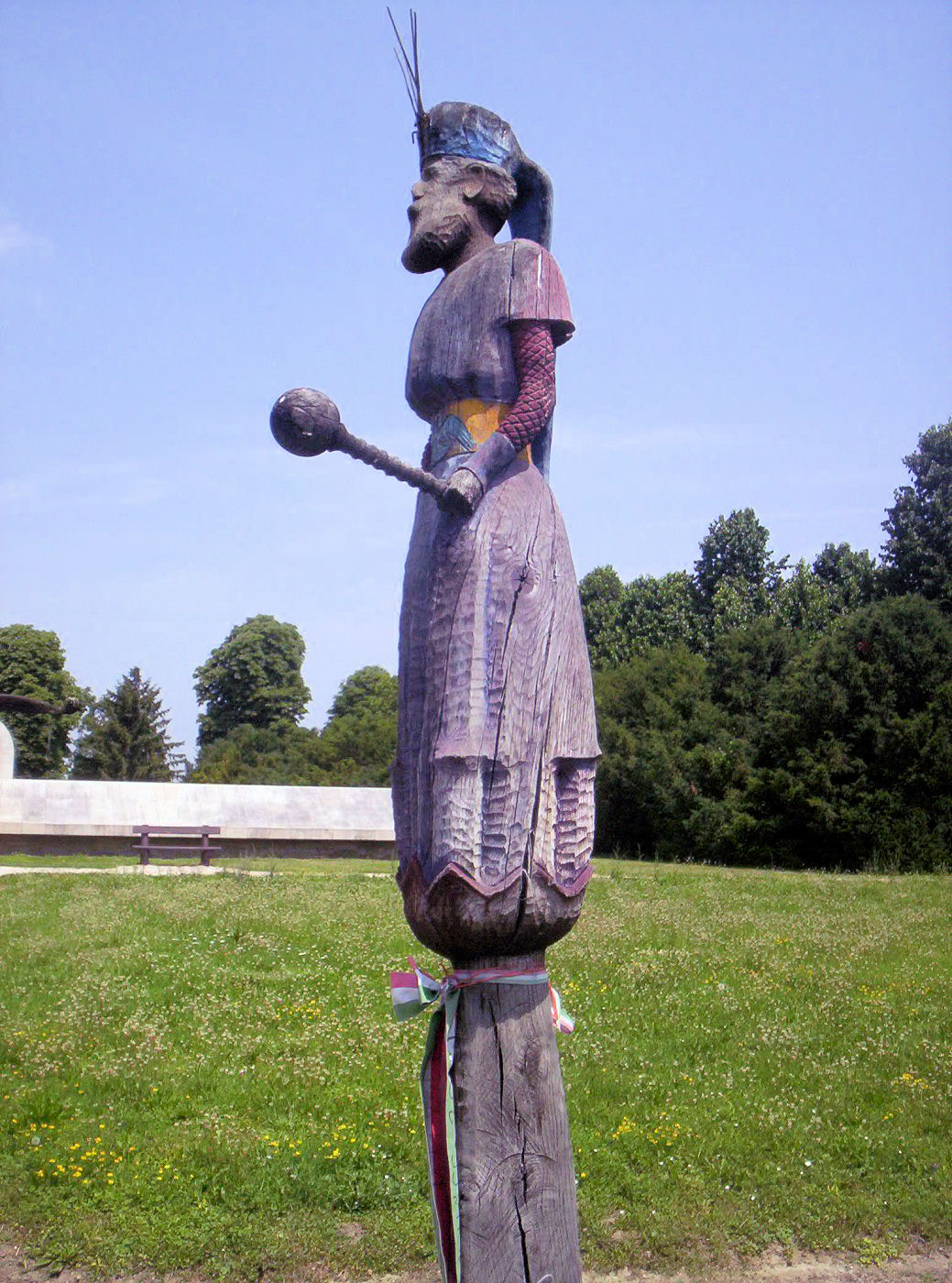
مجسمهٔ چوبی پال توموری یکی از فرماندهان نبرد موهاچ